# Godfried III van Anjou
Godfried III van Anjou (Château-Landon, ca. 1040 — ca. 1096), bijgenaamd le Barbu (de Bebaarde), was tussen 1060 en 1068 graaf van Anjou en Tours.

## Biografie
Godfried werd geboren als de oudste zoon van Godfried II van Gâtinais en Ermengarde van Anjou. Hij werd samen met zijn broer Fulco opgevoed door hun oom Godfried II van Anjou en werden beiden door hem geridderd in 1060. Na diens dood in datzelfde jaar werd Godfried de nieuwe graaf. Hij gaf Saintonge in apanage aan zijn jongere broer, maar in 1062 werd het gebied aangevallen en veroverd door Willem VIII van Aquitanië. Ook faalde hij in het helpen van andere vazallen. In 1067 kwam Fulco in opstand tegen zijn oudere broer en werd hij uiteindelijk door zijn broer gevangen gezet. In 1096 werd hij op voorspraak van paus Urbanus II vrijgelaten, maar kort daarna overleed hij.

## Voorouders
| Voorouders van Godfried III van Anjou (1040-1096) | Voorouders van Godfried III van Anjou (1040-1096)                       | Voorouders van Godfried III van Anjou (1040-1096)                       | Voorouders van Godfried III van Anjou (1040-1096)                       | Voorouders van Godfried III van Anjou (1040-1096)                       | Voorouders van Godfried III van Anjou (1040-1096)                              | Voorouders van Godfried III van Anjou (1040-1096)                              | Voorouders van Godfried III van Anjou (1040-1096)                              | Voorouders van Godfried III van Anjou (1040-1096)                              |
| ------------------------------------------------- | ----------------------------------------------------------------------- | ----------------------------------------------------------------------- | ----------------------------------------------------------------------- | ----------------------------------------------------------------------- | ------------------------------------------------------------------------------ | ------------------------------------------------------------------------------ | ------------------------------------------------------------------------------ | ------------------------------------------------------------------------------ |
| Overgrootouders                                   | Fulco van Perche (950-1004) ∞ Melissende van Châteaudun (-)             | Fulco van Perche (950-1004) ∞ Melissende van Châteaudun (-)             | Alberik II van Mâcon (940-975) ∞ Ermentrudis van Roucy (959-1004)       | Alberik II van Mâcon (940-975) ∞ Ermentrudis van Roucy (959-1004)       | Godfried I van Anjou (938-987) ∞ Adelheid van Meaux (934 - 974)                | Godfried I van Anjou (938-987) ∞ Adelheid van Meaux (934 - 974)                | ? (-) ∞ ? (-)                                                                  | ? (-) ∞ ? (-)                                                                  |
| Grootouders                                       | Hugo van Perche (-) ∞ Beatrix van Mâcon (-)                             | Hugo van Perche (-) ∞ Beatrix van Mâcon (-)                             | Hugo van Perche (-) ∞ Beatrix van Mâcon (-)                             | Hugo van Perche (-) ∞ Beatrix van Mâcon (-)                             | Fulco III van Anjou (972-1040) ∞ Hildegarde van Haute-Lorraine van Sundgau (-) | Fulco III van Anjou (972-1040) ∞ Hildegarde van Haute-Lorraine van Sundgau (-) | Fulco III van Anjou (972-1040) ∞ Hildegarde van Haute-Lorraine van Sundgau (-) | Fulco III van Anjou (972-1040) ∞ Hildegarde van Haute-Lorraine van Sundgau (-) |
| Ouders                                            | Godfried II van Gâtinais (1028-1044) ∞ Ermengarde van Anjou (1018-1076) | Godfried II van Gâtinais (1028-1044) ∞ Ermengarde van Anjou (1018-1076) | Godfried II van Gâtinais (1028-1044) ∞ Ermengarde van Anjou (1018-1076) | Godfried II van Gâtinais (1028-1044) ∞ Ermengarde van Anjou (1018-1076) | Godfried II van Gâtinais (1028-1044) ∞ Ermengarde van Anjou (1018-1076)        | Godfried II van Gâtinais (1028-1044) ∞ Ermengarde van Anjou (1018-1076)        | Godfried II van Gâtinais (1028-1044) ∞ Ermengarde van Anjou (1018-1076)        | Godfried II van Gâtinais (1028-1044) ∞ Ermengarde van Anjou (1018-1076)        |